# Ełk (stad)
Ełk (voorheen Łęg; Duits: Lyck) is een stad in het Poolse woiwodschap Ermland-Mazurië, gelegen in de powiat Ełcki. De oppervlakte bedraagt 21,07 km², het inwonertal 59.666 (30-06-2013). Het is de zetel van de gemeente Ełk.

## Geschiedenis
In 1343 wordt een plaats ‘Luk’ (naar Pruzzisch Luka; waterplant) genoemd, gelegen in de schaars bewoonde landstreek Sudauen. Het ruimere gebied werd ook wel ‘Wildnis’ genoemd door de Duitse Orde die hier haar gezag wilde vestigen, maar er pas in 1383 in slaagde om er een burcht te bouwen. De Pruzzen die hier woonden kregen dorpshandvesten maar een kolonisatie zoals elders in Oost-Pruisen bleef uit. Omdat het gebied omstreden was tussen de Duitse Orde en Polen, werd het meer dan eens bezet door troepen van de Poolse koning die de burcht afbrandden, waarna wederopbouw volgde totdat in 1466 bepaald werd dat Sudauen definitief in handen van de Duitse Orde zou blijven. Na de reformatie en secularisering werd Oost-Pruisen een hertogdom en Lyck een toevluchtsoord voor protestanten uit Polen, waar zij toenemend vervolgd werden. Een drukkerij voor protestantse werken in het Pools werd in wat nu heette Lyck gevestigd. In 1588 volgde een middelbare school die een voorbereiding gaf aan Poolstalige lutherse predikanten. Nadat lutheranen in Polen zelf zo goed als verdwenen waren, werd hun werkterrein beperkt tot de Poolstalige lutherse bevolking van het zuiden van Oost-Pruisen, ook genoemd de Mazoeriërs in de landstreek Masuren. In die streek was Lyck sinds de verlening van stadsrechten in 1669 het belangrijkste bestuurscentrum. In de 19de eeuw zouden na de aansluiting op lijnen van de 'Ostpreussische Südbahn' kleine  industrieën ontwikkeld worden. Rond 1800 telde Lyck niet meer dan 3.000 inwoners en vlak voor de Eerste Wereldoorlog zouden dat er 12.000 zijn. In deze tijd vond een toenemende ‘germanisering’ van de bevolking plaats. Het staatsonderwijs speelde daarbij een belangrijke rol.      
In 1915 werd Lyck verwoest door het binnenvallende Russische leger, dat daaropvolgend in de Slag bij Tannenberg weer uit Oost-Pruisen verdreven werd. Toen Duitsland deze Eerste Wereldoorlog in 1918 verloren had, bepaalden de geallieerden dat ‘de Polen in Masuren’ zelf hun staatkundige toekomst mochten bepalen: bij Duitsland blijven of bij het nieuw opgerichte Polen gevoegd worden. Een volksstemming in 1920 liet zien dat de ‘Polen’ zich Duitser voelden: in de stad Lyck waren geen stemmen voor Polen afgegeven en in geheel Masuren waren het er niet meer dan enkele procenten. De nationale gezindheid werd door de geschiedenis en het lutherse geloof bepaald. De door de Russen verwoeste stad werd nu in moderne stijl  heropgebouwd met donaties uit de grote steden in overig Duitsland, en groeide door naar 16.000 inwoners. 
Toen, na de door Duitsland verloren Tweede Wereldoorlog, Oost-Pruisen in 1945 werd verdeeld tussen Rusland en Polen, moesten de Duitstaligen, voor zover zij niet gevlucht waren, verdwijnen, zie Verdrijving van Duitsers na de Tweede Wereldoorlog. Tweetaligen mochten blijven maar velen van hen vertrokken ook. Degenen die wel bleven zouden in de jaren vijftig grotendeels alsnog naar de Bondsrepubliek emigreren. Een nieuwe Poolse bevolking nam hun plaats in. Zij nam toe tot 60.000 mede omdat er een bewonersconcentratie plaatsvond door opheffing van de dorpen in de omgeving. 
In 1992 werd de stad, die nu ‘Ełk’ heette, de zetel van een nieuw Rooms-katholiek bisdom.

## Verkeer en vervoer
- Station Ełk

## Geboren in Lyck-Ełk
- Julius Larz (1805–1879), afgevaardigde in het Pruisische Parlement
- Konrad Kob (1835–1892), afgevaardigde in het Pruisische Parlement
- Johannes Mahraun (1838–1902), afgevaardigde in het Pruisische Parlement
- Wolf Rudolf von Altengottern (1855–1930), generaal in het keizerlijke leger
- Otto von Schrader (1888–1945), admiraal in de ‘Kriegsmarine’
- Kurt Symanzik (1923–1983), hoogleraar quantum-veldtheorie in Princeton, New York, en Hamburg
- Siegfried Lenz (1926–2014), nationaal bekend schrijver
- Ingrid Gamer-Wallert (* 1936), hoogleraar egyptologie in Tübingen
- Tomasz Makowski (* 1973), afgevaardigde in het Poolse parlement

Stadsdistricten:
Elbląg · Olsztyn

Districten:
Bartoszyce · Braniewo · Działdowo · Elbląg · Ełk · Giżycko · Gołdap · Iława · Kętrzyn · Lidzbark Warmiński · Mrągowo · Nidzica · Nowe Miasto Lubawskie · Olecko · Olsztyn · Ostróda · Pisz · Szczytno · Węgorzewo

Grootste steden:
Bartoszyce · Działdowo · Elbląg · Ełk · Iława · Giżycko · Kętrzyn · Mrągowo · Ostróda · Olsztyn · Szczytno